# Bezea
Bezeaua  este un tip de desert, adesea asociat cu bucătăriile elvețiană,  franceză, poloneză și italiană, realizate în mod tradițional prin baterea albușului de ou cu zahăr și ocazional un acid cum ar fi lămâie, oțet sau cremă de tartru. Un agent de legare, cum ar fi sarea, făina sau gelatina pot fi, de asemenea, adăugate la ouă. Cheia formării unei bezele bune este formarea vârfurilor rigide prin denaturarea proteinei ovalbumin (o proteină din albușurile de ou) prin forfecare mecanică. Aromatizantele sale sunt vanilie, o cantitate mică de suc de mere, sau suc de portocale, deși dacă se utilizează extracte din acestea și se bazează pe o infuzie de ulei, un exces de grăsime din ulei poate împiedica albușurile de ou să formeze o spumă.